# San Miguel Tlaltetelco
San Miguel Tlaltetelco es una localidad del estado mexicano de Morelos. Es parte del municipio de Atlatlahucan.

## Toponimia
El nombre «San Miguel» hace referencia al santo patrono de la localidad: Miguel Arcángel. El nombre «Tlaltetelco» proviene de los términos en náhuatl: tlalli, tierra; teteli, pirámide o adoratorio; co, locativo. Su significado es «Lugar de pirámides de tierra».

## Demografía
| Gráfica de evolución demográfica |
|                                  |

| Censo | Población |
| ----- | --------- |
| 1940  | 175       |
| 1950  | 305       |
| 1960  | 339       |
| 1970  | 599       |
| 1980  | 773       |
| 1990  | 891       |
| 2000  | 1265      |
| 2010  | 1424      |
| 2020  | 2098      |